# Logement, Infrastructures et Collectivités Canada
Logement, Infrastructures et Collectivités Canada (nom légal : Ministère du Logement, de l’Infrastructure et des Collectivités, abrégé : LICC) est le ministère du gouvernement fédéral du Canada chargé de la politique en matière d'infrastructures et notamment du cofinancement des travaux d'infrastructure avec les autres niveaux de gouvernement (provinces, territoires et municipalités).
Il est sous la responsabilité du ministre du Logement, de l'Infrastructure et des Collectivités.

## Historique

### Bureau de l'infrastructure (2002–2024)
Le Bureau de l'infrastructure du Canada a été créé en août 2002 comme entité distincte, en remplacement du Bureau national des infrastructures qui était un programme géré par le Secrétariat du Conseil du Trésor. À sa création l'entité relève d'Industrie Canada. 
À l'automne 2021 Infrastructure Canada obtient des responsabilités élargies dans le domaine du logement, la Direction des politiques en matière d’itinérance et ses 100 postes lui sont transférés en provenance d'Emploi et Développement social Canada,.

### Ministère du Logement, de l'Infrastructure et des Collectivités (depuis 2024)
Le ministère du Logement, de l'Infrastructure et des Collectivités est officiellement constitué lors de l'entrée en vigueur de la Loi d'exécution de l'énoncé économique de l'automne 2023 qui à son article 323 institue la Loi sur le ministère du Logement, de l'Infrastructure et des Collectivités. Cette loi prévoit deux postes de ministres distincts:
- Un ministre de l'Infrastructure et des Collectivités qui a la responsabilité du ministère dans son ensemble ;
- Un ministre du Logement qui est spécifiquement chargé du logement et de la lutte contre l'itinérance[8].

Si un ministre du Logement n'est pas nommé (comme c'était le cas au moment de la création du ministère en juin 2024) le ministre de l'Infrastructure et des Collectivités occupe de droit ses fonctions.

## Organisation
Le ministère est composé des quatre directions générales suivantes :
- la direction générale des politiques et des communications,
- la direction générale des opérations des programmes,
- la direction générale des services ministériels,
- la direction générale de la vérification et de l’évaluation,
- la direction générale des ponts fédéraux de Montréal.

### Lois et règlements
- Loi sur le ministère du Logement, de l’Infrastructure et des Collectivités, LC 2024, ch. 15, art. 323  (lire en ligne, consulté le 10 octobre 2024)